# Euproctis stramenta
Euproctis stramenta is een vlinder uit de familie spinneruilen (Erebidae), onderfamilie donsvlinders (Lymantriinae). De wetenschappelijke naam van deze soort is voor het eerst geldig gepubliceerd in 1908 door Bethune-Baker.
De soort komt voor in tropisch Afrika.